# خافي بيريز (لاعب كرة قدم)
خافي بيريز (بالإسبانية: Francisco Javier Pérez Páez)‏ هو لاعب كرة قدم إسباني في مركز الوسط، ولد في 27 يناير 1986 في قرطبة في إسبانيا. لعب مع CD San Roque de Lepe ‏.

## وصلات خارجية
- خافي بيريز (لاعب كرة قدم) على موقع قاعدة بيانات كرة القدم.إي يو (الإنجليزية)
- خافي بيريز (لاعب كرة قدم) على موقع Soccerway.com (الإنجليزية)